# Alstroemeria recumbens
Alstroemeria recumbens là một loài thực vật có hoa trong họ Alstroemeriaceae. Loài này được Herb. miêu tả khoa học đầu tiên năm 1837.